# Cosmos Football Club de Koumassi
 (janvier 2025).
Si vous disposez d'ouvrages ou d'articles de référence ou si vous connaissez des sites web de qualité traitant du thème abordé ici, merci de compléter l'article en donnant les références utiles à sa vérifiabilité et en les liant à la section « Notes et références ».
Maillots
Le Cosmos Koumassi est un club de football ivoirien basé à Abidjan. Fondé [Quand ?], il joue actuellement[Quand ?] en Ligue 2 ivoirienne.